# García Fernández de Villagarcía
García Fernández de Villagarcía (m. 1387), conocido también como García Fernández Mejía, fue un noble castellano.
Fue el 36º maestre de la Orden de Santiago entre 1385 y 1387, durante el reinado de Juan I de Castilla, y el primer señor de Villagarcía.

## Orígenes familiares
Se desconoce la identidad de sus padres así como lo relativo a sus orígenes familiares. Sin embargo, sí hay constancia de que en su testamento, que otorgó el 29 de septiembre de 1387, mencionaba que era sobrino de Fernando Osórez, que fue maestre de la Orden de Santiago entre 1370 y 1382, o entre 1371 y 1383, según otros autores, y que era primo de Lorenzo I Suárez de Figueroa, que fue su sucesor en el maestrazgo de la Orden de Santiago.

## Biografía
Se desconoce su fecha de nacimiento. Su verdadero nombre, como señaló Manuel López Fernández, era «García Fernández Mexías», aunque siempre fue más conocido como García Fernández de Villagarcía, por causa del señorío extremeño de Villagarcía, del que era señor.

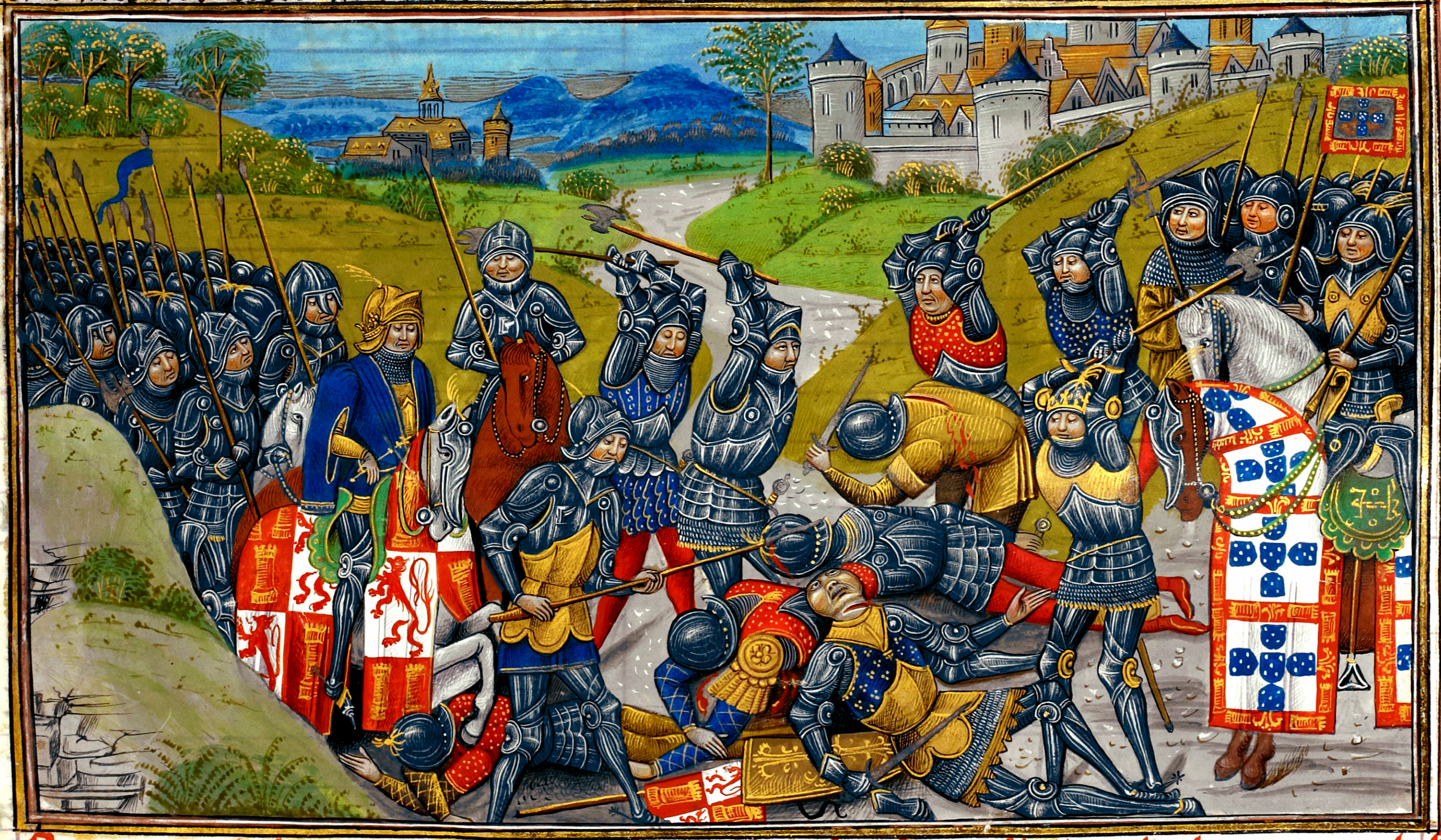
Miniatura medieval que representa la batalla de Aljubarrota, librada en 1385.

Durante el Capítulo General que la Orden de Santiago celebró en la Fuente del Maestre en 1380, el rey Juan I de Castilla compró a la Orden todas las posesiones que le pertenecían en Villagarcía para a continuación cedérselas, en forma de señorío solariego, a García Fernández por los «altos servicios» que había prestado al monarca, y al mismo tiempo le dio licencia para fundar un mayorazgo, aunque varias décadas después el señorío pasó por vía de matrimonio a los duques de Arcos.
En 1385, siendo comendador mayor de Castilla en la Orden de Santiago, fue elegido maestre de la misma, y conviene señalar que en esta época, según consta en el Bulario de dicha Orden, otros miembros de la familia Mejía ocuparon altos cargos en la misma, ya que entre 1381 y 1386, durante el maestrazgo de Fernando Osórez, Fernán Mexías de Jaén, que posteriormente sería comendador mayor de León, fue el canciller mayor de dicho maestre. Y en esta época García Suárez Mexías fue también comendador de Montemolín y otro Mexías, llamado Sancho Fernández, fue comendador de Guadalcanal. Y en lo que se refiere al origen de la familia de los Mejías el historiador López Fernández señaló que:

No conocemos detalles precisos sobre el origen de los Mexías -de donde deriva el actual apellido Megías, Mejías, o Mesías- aparte de que la mayoría de los genealogistas se inclinan a decir que la familia Mexías tenía su solar en un pueblo así llamado actualmente en las cercanías de Santiago de Compostela. Con el avance de la Reconquista pasaron los Mexías a Castilla estando presentes en la batalla de las Navas de Tolosa, en tiempos del rey Alfonso VIII, y más tarde en las conquistas de Córdoba y Sevilla con Fernando III el Santo. Sin duda alguna los varones de esta familia que nos atañe debieron ser muy prolíficos y difundieron el apellido por Toledo, Córdoba, la actual Extremadura -donde nos consta que abunda este apellido- Jaén y Sevilla, tierras en las que ya estaban asentados muchos de ellos a finales del siglo XIII, en los tiempos del reinado de Sancho IV de Castilla.

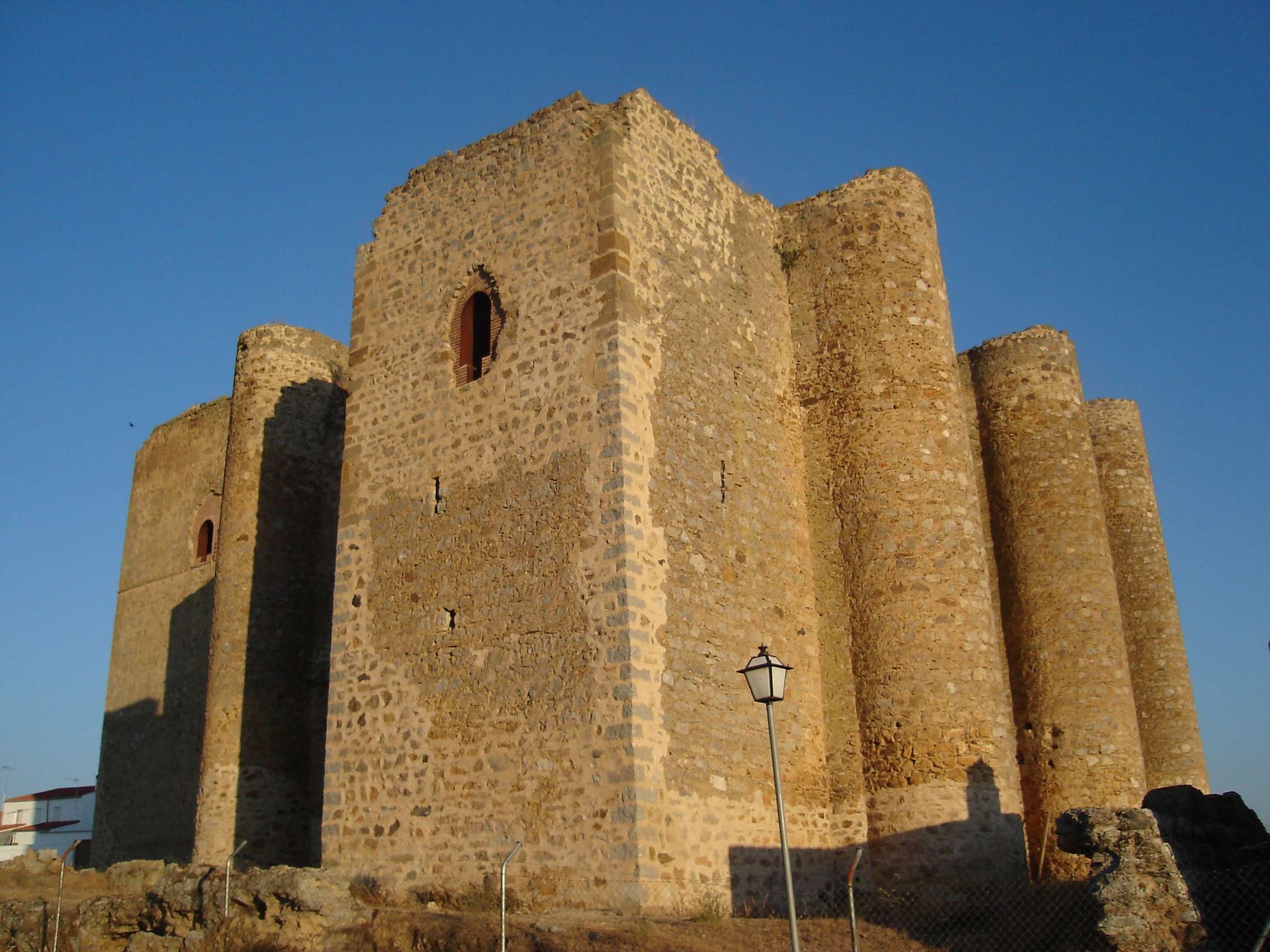
Castillo de Villagarcía de la Torre. (Provincia de Badajoz).

Además, el maestre García Fernández sirvió al rey Juan I de Castilla en las guerras de Portugal, y el cronista Rades y Andrada lo llamó «valeroso caballero» y aseguró que sirvió al rey Juan I en todas las misiones que este último le encomendó. Y el 17 de septiembre de 1387, el maestre García Fernández y su esposa, María Ramírez de Guzmán, crearon un mayorazgo a favor de su hijo García Hernández de Villagarcía, quedando incluida en el mismo la villa de Villagarcía y su casa fuerte y también todos sus:

Términos, vasallos, dehesas, viñas, huertas, heredades, montes, fuentes, aguas, pechos, derechos, rentas y jurisdicción.

En el mayorazgo antes mencionado también quedaron incluidos diversos terrenos y dehesas en tierras de Usagre y Llerena y otras localidades limítrofes. Y por otra parte, conviene señalar que el maestre García Fernández otorgó testamento en su villa extremeña de Villagarcía el 29 de septiembre de 1387, afirmando entre otras cosas que había tenido varios hijos, y disponiendo la fundación de varias capellanías en la localidad de Llerena, que pertenecía a la Orden de Santiago y donde sería enterrado.
Falleció en 1387, y tras haber ocupado el maestrazgo de la Orden de Santiago solamente durante dos años.

## Sepultura

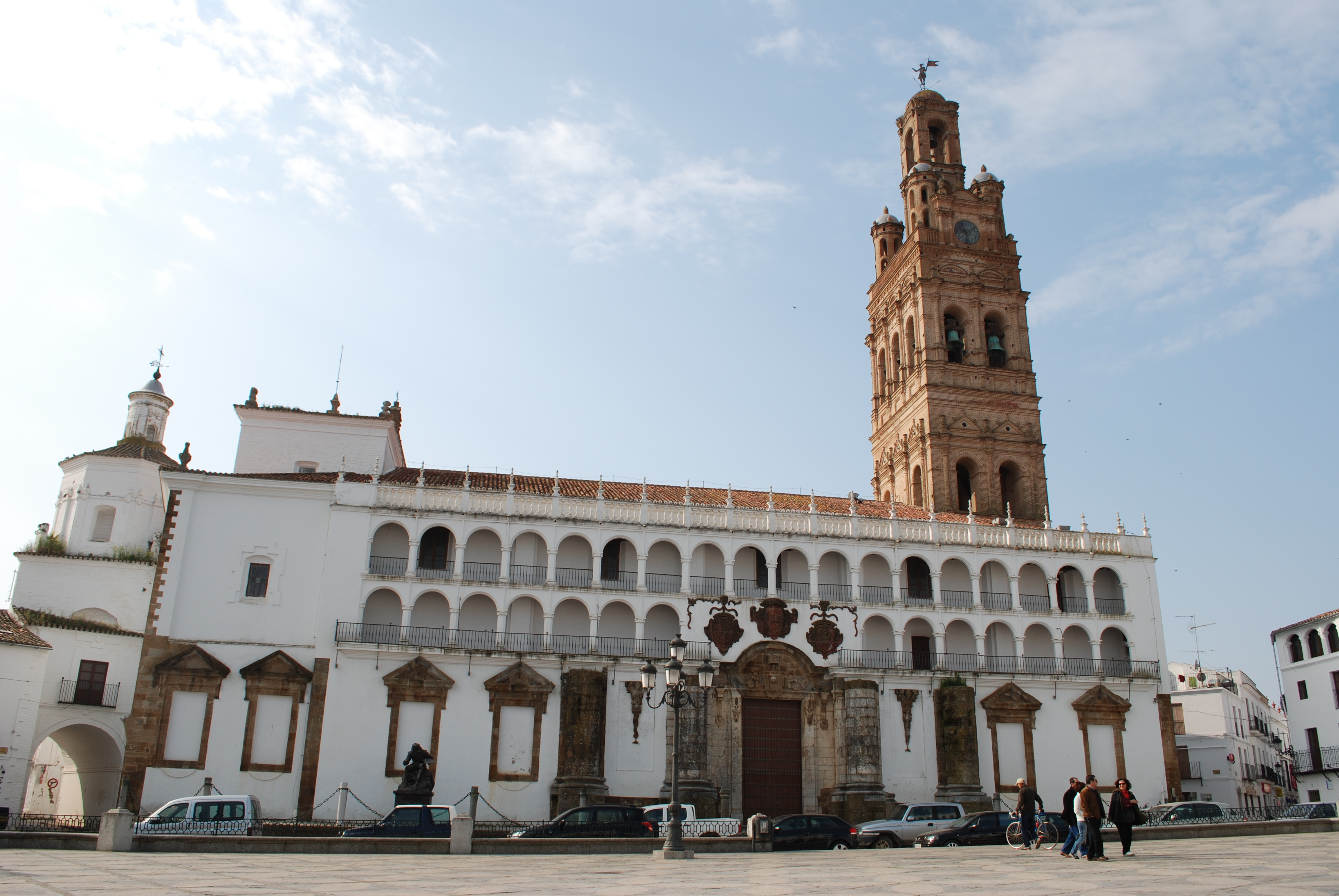
Iglesia de Santa María de la Granada. (LLerena).

Fue sepultado en la iglesia de Santa María de la Granada de Llerena, que según ciertos testimonios pudo haber sido fundada por él mismo, aunque otros autores han desmentido esa posibilidad. Y hay constancia de que su sepulcro, consistente en un «lucillo de alabastro» sobre el que estaba situada una estatua yacente que representaba al difunto, se encontraba en la capilla mayor de dicho templo.
La iglesia de Santa María de la Granada, en la que el maestre García Fernández fundó varias capellanías antes de morir, también fue elegida en un primer momento como lugar de sepultura por su primo y sucesor al frente del maestrazgo de la Orden de Santiago, Lorenzo I Suárez de Figueroa, aunque al final este último fue sepultado en el desaparecido monasterio de Santiago de la Espada de Sevilla, que él mismo había fundado.
Sin embargo, el sepulcro del maestre García Fernández de Villagarcía no ha llegado hasta nuestros días, ya que desapareció debido a las reformas que sufrió la iglesia de Santa María de la Granada a lo largo del siglo XVIII.

## Matrimonio y descendencia
Contrajo matrimonio con María Ramírez de Guzmán, que era hija de Pedro Suárez de Toledo, señor de Bolaños. Y fruto de su matrimonio nació un hijo:
- García Hernández de Villagarcía (m. después de 1410). Pasó a ser el segundo señor de Villagarcía a la muerte de su padre,[3][5] y en 1396 alcanzó la dignidad de comendador mayor de León en la Orden de Santiago[20] y en 1401 la de comendador mayor de Castilla, siendo además yerno del maestre Lorenzo I Suárez de Figueroa por su matrimonio con Beatriz Suárez Figueroa, que era hija de Isabel Mejía y del mencionado maestre.[21] Y a la muerte de este último, García Hernández de Villagarcía, que ya era comendador mayor de Castilla en la Orden de Santiago, aspiró a ser el nuevo maestre de la Orden al mismo tiempo que Enrique de Trastámara, que era hijo del infante Fernando el de Antequera.[22] Pero al final la candidatura del infante Enrique se impuso y García Hernández fue compensado con medio millón de maravedís por su renuncia.[10]

| Predecesor: Pedro Muñiz de Godoy | Maestre de la Orden de Santiago 1385 - 1387 | Sucesor: Lorenzo I Suárez de Figueroa    |
| Predecesor: Fue el primero       | Señor de Villagarcía 1385 - 1387            | Sucesor: García Hernández de Villagarcía |